# Patrocínio
Patrocínio é um município brasileiro do estado de Minas Gerais. Sua população recenseada em 2022 era de 89 826 habitantes e em 2024 foi estimada em 93 852 habitantes.

## Geografia
O município está localizado na mesorregião do Triângulo Mineiro/Alto Paranaíba e na microrregião de Patrocínio. Faz parte da Região Imediata de Patrocínio, que pertence à Região Geográfica Intermediária de Patos de Minas.

### Serras de Patrocínio
A leste de Patrocínio ocorre uma grande região elevada denominada de Serra Negra, que localmente também é conhecida como Chapadão de Ferro. A Serra Negra tem origem pela atividade vulcânica que gerou uma intrusão de rochas vulcânicas com mais de 10 km de extensão há aproximadamente 90 milhões de anos.
A mesma atividade vulcânica também foi responsável por gerar as serras de Salitre 1, 2 e 3.

### Clima
Segundo dados do Instituto Nacional de Meteorologia (INMET), referentes ao período de 1974 a 1994, a menor temperatura registrada em Patrocínio foi de 0,2 °C em 21 de julho de 1981, e a maior atingiu 35,4 °C em 18 de outubro de 1986. O maior acumulado de precipitação em 24 horas foi de 153,5 mm em 17 de dezembro de 1978. Outros grandes acumulados foram 129,2 mm em 13 de novembro de 1976 e 110,4 mm em 5 de março de 1988.
| Dados climatológicos para Patrocínio                                                                                 | Dados climatológicos para Patrocínio | Dados climatológicos para Patrocínio | Dados climatológicos para Patrocínio | Dados climatológicos para Patrocínio | Dados climatológicos para Patrocínio | Dados climatológicos para Patrocínio | Dados climatológicos para Patrocínio | Dados climatológicos para Patrocínio | Dados climatológicos para Patrocínio | Dados climatológicos para Patrocínio | Dados climatológicos para Patrocínio | Dados climatológicos para Patrocínio | Dados climatológicos para Patrocínio |
| Mês | Jan                                  | Fev                                  | Mar                                  | Abr                                  | Mai                                  | Jun                                  | Jul                                  | Ago                                  | Set                                  | Out                                  | Nov                                  | Dez                                  | Ano                                  |
| --- | ------------------------------------ | ------------------------------------ | ------------------------------------ | ------------------------------------ | ------------------------------------ | ------------------------------------ | ------------------------------------ | ------------------------------------ | ------------------------------------ | ------------------------------------ | ------------------------------------ | ------------------------------------ | ------------------------------------ |
| Temperatura máxima recorde (°C)                                                                                      | 35,2                                 | 33,8                                 | 33,6                                 | 31,9                                 | 31,1                                 | 29,9                                 | 31                                   | 34                                   | 35                                   | 35,4                                 | 35                                   | 33                                   | 35,4                                 |
| Temperatura máxima média (°C)                                                                                        | 28,5                                 | 28,8                                 | 29,1                                 | 27,8                                 | 26,6                                 | 26,1                                 | 25,8                                 | 27,9                                 | 28,5                                 | 28,9                                 | 28,4                                 | 27,6                                 | 27,8                                 |
| Temperatura média (°C)                                                                                               | 22,3                                 | 22,2                                 | 22,3                                 | 20,9                                 | 18,9                                 | 17,8                                 | 17,2                                 | 19,2                                 | 20,6                                 | 21,8                                 | 22                                   | 21,7                                 | 20,6                                 |
| Temperatura mínima média (°C)                                                                                        | 17,5                                 | 17,4                                 | 17,1                                 | 15,6                                 | 13                                   | 10,9                                 | 10,2                                 | 12,4                                 | 14,6                                 | 16,2                                 | 16,9                                 | 17,1                                 | 14,9                                 |
| Temperatura mínima recorde (°C)                                                                                      | 12,7                                 | 12,3                                 | 11,9                                 | 9                                    | 1,7                                  | 3,2                                  | 0,2                                  | 1                                    | 7,1                                  | 9,9                                  | 8,9                                  | 11,9                                 | 0,2                                  |
| Precipitação (mm) | 236,9                                | 189,5                                | 153,2                                | 70                                   | 53,4                                 | 6,8                                  | 29,5                                 | 16,8                                 | 63,4                                 | 145                                  | 200,2                                | 322,8                                | 1 487,5                              |
| Dias com precipitação (≥ 1 mm)                                                                                       | 15                                   | 13                                   | 11                                   | 7                                    | 5                                    | 1                                    | 3                                    | 2                                    | 5                                    | 8                                    | 15                                   | 18                                   | 103                                  |
| Umidade relativa (%)                                                                                                 | 77,8                                 | 78,1                                 | 79,1                                 | 78,7                                 | 75,1                                 | 70,6                                 | 65,6                                 | 59,2                                 | 64,2                                 | 71,5                                 | 79                                   | 82,5                                 | 73,4                                 |
| Fonte: Instituto Nacional de Meteorologia (normal climatológica de 1961-1990; recordes de temperatura: 1974 a 1994). |                                      |                                      |                                      |                                      |                                      |                                      |                                      |                                      |                                      |                                      |                                      |                                      |                                      |

## Transporte

### Ferroviário
As principais ferrovias que cortam o município são a Linha Tronco da antiga Rede Mineira de Viação e a Variante de Araguari da antiga Rede Ferroviária Federal (RFFSA), onde nos quais se entroncam e realizam o transporte de cargas na região. O transporte de passageiros na cidade está desativado desde 1989.